# Vrh (Kraljevo)
Pour les articles homonymes, voir Vrh et Crni Vrh.
Vrh (en serbe cyrillique : Врх) est un village de Serbie situé sur le territoire de la ville de Kraljevo, district de Raška. Au recensement de 2011, il comptait 70 habitants.

## Démographie
| 1948 | 1953 | 1961 | 1971 | 1981 | 1991 | 2002 | 2011 |
| ---- | ---- | ---- | ---- | ---- | ---- | ---- | ---- |
| 283  | 290  | 251  | 213  | 167  | 127  | 94   | 70   |

|  |